# Renato Rinino
Renato Rinino, né à Savone le 24 novembre 1962 et mort à Pietra Ligure le 12 octobre 2003, est un criminel italien, aussi connu sous le surnom de Arsène Lupin de la Riviera. Il est devenu célèbre pour avoir volé des bijoux de la couronne britannique en 1994. En 2015, sa vie a fait l'objet d'un film.
Il est mort assassiné à son domicile le 12 octobre 2003. 